# Prodis
Prodis fue un fabricante de videoconsolas clónicas de los año 80 y 90. Comenzó con videojuegos portátiles, que incluían el Tetris, posteriormente comenzó hacer video consolas con chic multijuegos y con compatibilidad de cartuchos de otras video consolas como Game boy y NES, además de utilizar elementos de estas como las conexiones de los mandos, siendo réplicas clones pero diferenciándose de las originales.

## Variantes
Entre sus diferentes clones creó los modelos:
- PDJ-2 (Tetris 2 in 1)
- PDJ-10 (G.Master)
- PDJ-59 (Super Tetris)
- PDJ-90 (Clon Game boy).[1]
- PDJ-2000 (Clon SNES)
- Mega Power II (Clon mega drive II)
- Play Power V (Clon Nes con apariencia de PlayStation 1)